# Басим
Анис Басим Мужахид, более известный как Басим (дат. Anis Basim Moujahid; род. 4 июля 1992 года, в Марокко) — датский певец марокканского происхождения, который представлял Данию на конкурсе песни «Евровидение 2014», с песней «Cliche Love Song».